# Los rastrilleros
Los Rastrilleros es el primer mixtape del dúo puertorriqueño de reguetón J-King & Maximanpublicado en 2008. Contiene 24 canciones del dúo y algunas colaboraciones con cantantes como Arcángel, Yomo, Guelo Star, entre otros.
El dúo afirma haber usar el formato digital para promocional de manera internacional sus canciones, incluso si eso restringía recibir ventas. Debido a esto, fueron considerados como “dúo revelación del 2009” debido a canciones como «Changuería» y remezclas posteriores de «Rastrillea 2» y «Celos».

## Lista de canciones

### Estándar
| N.º | Título                                                                            | Duración |  |
| 1.  | «Intro (El mundo es nuestro)» (con Cosculluela, Polaco, Yomo, Syko y Latin Crew)  | 5:11     |  |
| 2.  | «Déjame tocarte (Ahí na' más)»                                                    | 3:47     |  |
| 3.  | «Changuería»                                                                      | 4:18     |  |
| 4.  | «Mami no temas»                                                                   | 3:09     |  |
| 5.  | «Beso en la boca»                                                                 | 3:13     |  |
| 6.  | «Saquen las armas» (con Guelo Star)                                               | 2:56     |  |
| 7.  | «Sube la música»                                                                  | 2:43     |  |
| 8.  | «Rompiendo el hielo»                                                              | 2:48     |  |
| 9.  | «Un hijo en la disco»                                                             | 4:00     |  |
| 10. | «Agua y jabón» (con Guelo Star y Mafu Crew)                                       | 4:18     |  |
| 11. | «Tu no vez (sic)» (con Neme)                                                      | 3:46     |  |
| 12. | «Satería» (con Franco “El Gorila” y M.J.)                                         | 3:00     |  |
| 13. | «Mi gata under» (con Gocho)                                                       | 3:38     |  |
| 14. | «Día de playa»                                                                    | 4:09     |  |
| 15. | «Farandulera» (con Guelo Star, Genio & Baby Johnny, Syko)                         | 4:35     |  |
| 16. | «La guira» (con Arcángel, Guelo Star y Mafu Crew)                                 | 5:43     |  |
| 17. | «Descontrol (Remix)» (con Arcángel y Tony Lenta)                                  | 3:52     |  |
| 18. | «Explota la nota (New Remix)» (con Chencho, Guelo Star, Master Joe y Trébol Clan) | 4:50     |  |
| 19. | «Un hijo en la disco (Remix)» (con Guelo Star, Jowell & Randy, Ñejo & Dálmata)    | 4:17     |  |
| 20. | «Dímelo pa' donde» (con Guelo Star, Ñejo & Dálmata)                               | 4:12     |  |
| 21. | «Levántate» (con Guelo Star y Voltio)                                             | 3:30     |  |
| 22. | «No te enamores» (con Trébol Clan)                                                | 4:22     |  |
| 23. | «Rastrillea»                                                                      | 3:33     |  |
| 24. | «Rumba (Remix)» (con Guelo Star)                                                  | 2:23     |  |

### EP
| Vol. 1 |                                    |          |  |
| N.º    | Título                             | Duración |  |
| 1.     | «Bang Bang»                        | 3:32     |  |
| 2.     | «Naki Naki» (con Syko el Terror)   | 4:04     |  |
| 3.     | «No te enamores» (con Trébol Clan) | 4:21     |  |
| 4.     | «Suenan las alarmas» (con Yaviah)  | 3:54     |  |
| 15:51  |                                    |          |  |

| Vol. 2 |                                                    |          |  |
| N.º    | Título                                             | Duración |  |
| 1.     | «Chulería» (con Jory Boy, Yomo, Zion y Tony Lenta) | 5:04     |  |
| 2.     | «Dura dura»                                        | 3:50     |  |
| 3.     | «Empezó la joda» (con Cheka)                       | 3:49     |  |
| 4.     | «Agua y jabón» (con Guelo Star y Mafu Crew)        | 4:16     |  |
| 16:59  |                                                    |          |  |